# Holler If Ya Hear Me
Holler If Ya Hear Me – singel amerykańskiego rapera 2Paca promujący album Strictly 4 My N.I.G.G.A.Z... z roku 1993. Do utworu powstał teledysk.

## Sample
- „Atomic Dog” – George Clinton
- „Get Off Your Ass and Jam” – Funkadelic
- „Do It Any Way You Wanna” – People’s Choice
- „I Heard It Through the Grapevine” – Roger Troutman
- „Rebel Without a Pause” – Public Enemy